# Brüder vom hl. Joseph Benedikt Cottolengo

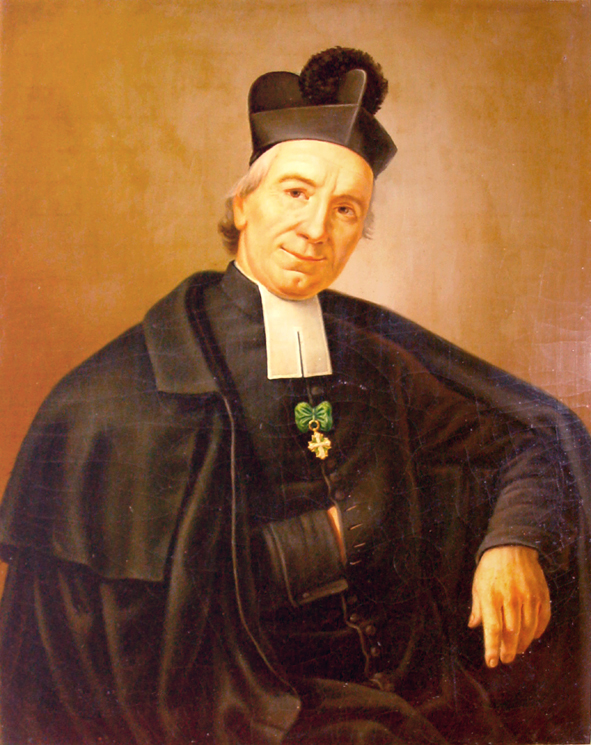
Ordensgründer Giuseppe Benedetto Cottolengo

Die Brüder vom hl. Joseph Benedikt Cottolengo, auch als Cottolenginer bekannt (lat.: Congregatio Fratrum in Sancto Josepho Benedicto Cottolengo, Ordenskürzel: FSGC), sind ein Brüderorden päpstlichen Rechts in der römisch-katholischen Kirche. Er wurde 1833 vom Hl. Giuseppe Benedetto Cottolengo (1786–1842) in Turin gegründet.

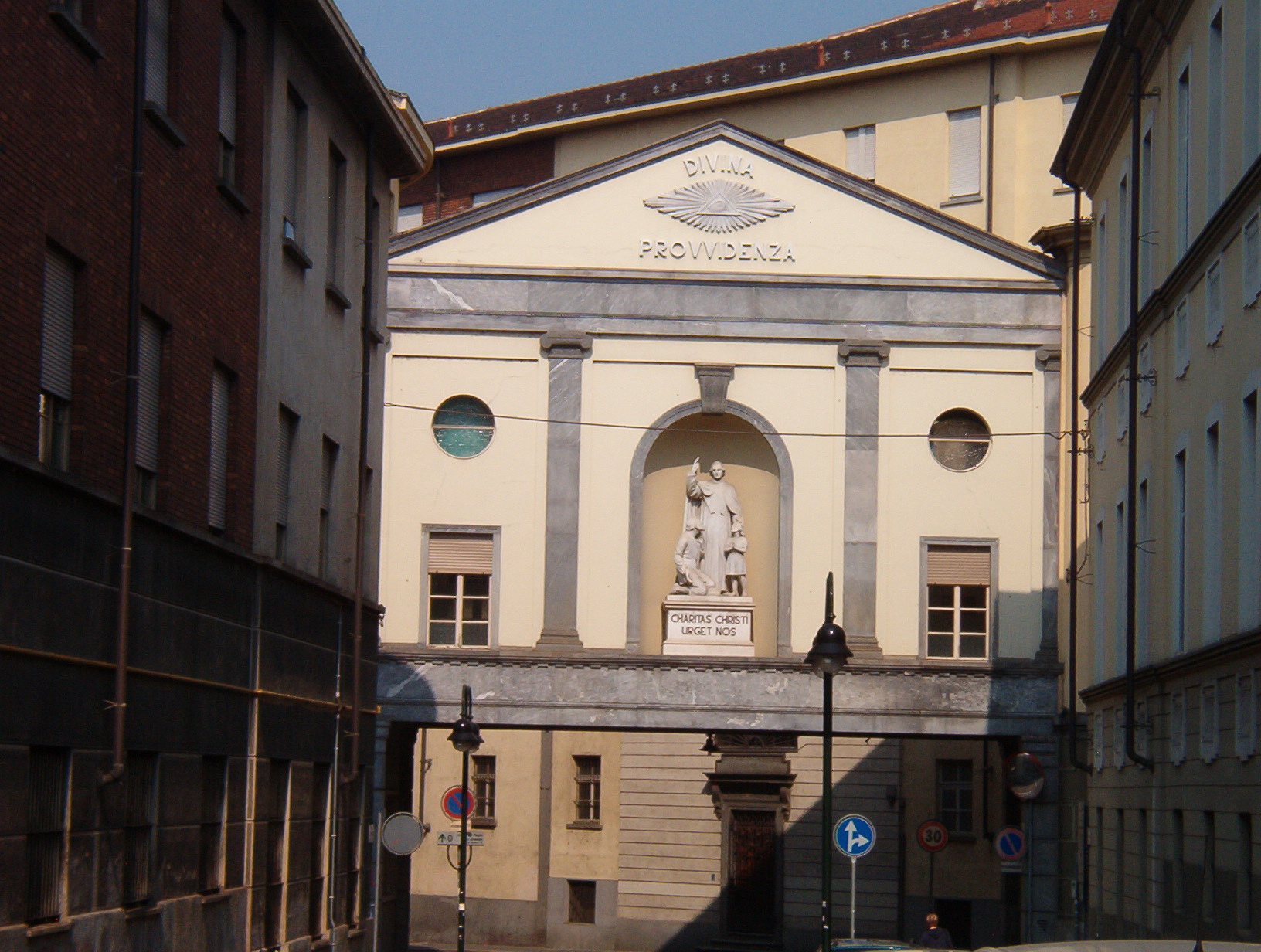
Piccola Casa della Divina Provvidenza Torino (Haus für Arme und Kranke in Turin)

## Geschichte
Die von Don Cottolengo 1833 im „Kleinen Haus der Göttlichen Vorsehung“, einem kleinen Krankenhaus in Turin, gegründete Brüderschaft ist eine Kongregation päpstlichen Rechts. Giuseppe Benedetto Cottolengo gehört zu der Gruppe der Turiner Sozialheilige, 1828 errichtete er in Turin ein kleines Krankenhaus (ital.: „Piccola Casa della Divina Provvidenza“) für Arme und Kranke. Neben dieser Bruderschaft gründete er auch einen Frauenorden, die der Kongregation der Vinzenzschwestern angehören. Aus dem „Kleinen Haus der Göttlichen Vorsehung“ ist heute ein Krankenhaus mit über 2000 Betten entstanden.
Die Ordensmitglieder legen das Ordensgelübde der Armut, des Gehorsams und der Keuschheit ab. Die Gemeinschaft wurde am 30. April 1965 durch Papst Paul VI. approbiert. Der Arbeitsschwerpunkt der Cottolenginer liegt auf der Krankenpflege. Die 66 Brüder sind in 11 Häusern in Italien, der Schweiz, in Ecuador, Indien, Kenia, Tansania und den Vereinigten Staaten tätig.